# Emil Müller
Emil Adalbert Müller (Lanškroun, 22 de abril de 1861 — 1 de setembro de 1927) foi um matemático austríaco.

## Biografia
Nascido em Lanškroun, estudou matemática e física na Universidade de Viena e na Universidade Técnica de Viena. Doutourou-se em 1898 na Universidade de Königsberg com a tese Die Geometrie orientierter Kugeln nach Grassmann’schen Methoden, orientado por Wilhelm Franz Meyer. Um ano após obteve a habilitação em sua alma mater. A partir de 1902 foi professor de geometria descritiva na Universidade Técnica de Viena e fundador da escola vienense de geometria descritiva. Fundou em 1903 a Sociedade Matemática Austríaca, juntamente com Ludwig Boltzmann e Gustav von Escherich.
Foi membro da Academia Austríaca de Ciências e da Academia Leopoldina.

## Obras
- Lehrbuch der Darstellenden Geometrie für Technische Hochschulen
  - Erster Band B. G. Teubner, Leipzig Berlin 1908
  - Zweiter Band 2. Auflage, B. G. Teubner, Leipzig Berlin 1920
- Vorlesungen über Darstellende Geometrie, 3 Bände, Franz Deuticke, Leipzig Wien 1923 1931